# Avant la nuit (livre)
Pour les articles homonymes, voir Avant la nuit.
Avant la nuit (Antes que anochezca) est un livre autobiographique du poète et écrivain cubain Reinaldo Arenas. L'auteur y raconte sa vie, de son enfance pauvre à sa fuite aux États-Unis pour fuir les persécutions homophobes du régime castriste.
Le titre fait allusion à la période où, recherché, vivant dans la clandestinité et dormant dans les parcs après le passage de la police, il écrivait « avant que tombe la nuit » dans le reste de lumière du jour.

## Adaptation
Ce livre a inspiré un film, portant le même nom, Avant la nuit, réalisé par Julian Schnabel et sorti en 2000.